# Dolný Harmanec
Dolný Harmanec (1927–1957 slowakisch „Harmanec“; deutsch Niederhermanetz, ungarisch Alsóhermánd) ist eine kleine Gemeinde in der Mitte der Slowakei, mit 264 Einwohnern (Stand 31. Dezember 2024). Sie liegt im Nordwesten des Okres Banská Bystrica, der zum Bezirk Banskobystrický kraj gehört.

## Geographie
Die Gemeinde liegt zwischen den Gebirgen Große Fatra im Norden und Kremnitzer Berge im Süden, im Tal des Baches Bystrica. Dolný Harmanec ist 13 Kilometer von Banská Bystrica und 22 Kilometer von Turčianske Teplice entfernt.

## Geschichte
Der Ort entstand wohl im 14. Jahrhundert als eine Bergwerkssiedlung von Neusohl, ist jedoch erst 1540 erwähnt. Der Namensgeber ist wohl vom Gründer der Siedlung Hermann abgeleitet. Zu dieser Zeit entstand eine Hütte der Thurzo-Fuggerischen Gesellschaft, die Rohkupfer verarbeitete. Diese Hütte bestand bis zum Ende des 18. Jahrhunderts. 1828 hatte der Ort 24 Häuser und 175 Einwohner.
1826 entstand am Südrand des Ortes ein Papierwerk. 1883 wurde der Ort Horný Harmanec eingegliedert, der von Kohlenbrennern bewohnt war.
1957 wurde das Gebiet um das Papierwerk in die neue politische Gemeinde Harmanec ausgegliedert und die bestehende Gemeinde bekam den Namen Dolný Harmanec.

## Bevölkerung
| Jahr:                | 1994. | 2004.   | 2014.    | 2024.   |
| -------------------- | ----- | ------- | -------- | ------- |
| Anzahl der Personen: | 187   | 204     | 246      | 264     |
| Unterschied:         |       | +9,09 % | +20,58 % | +7,31 % |

| Jahr:                | 2023. | 2024.   |
| -------------------- | ----- | ------- |
| Anzahl der Personen: | 269   | 264     |
| Unterschied:         |       | -1,85 % |

## Sehenswürdigkeiten
Auf dem Weg zum Sattel Malý Šturec befindet sich die Harmanecká jaskyňa, eine Tropfsteinhöhle. Sie ist 2763 m lang, davon ist ein 720 m langer Teil seit 1950 als Schauhöhle eingerichtet. 